# Eumera turcosyrica
Eumera turcosyrica là một loài bướm đêm trong họ Geometridae.